# Ел суеньо де Морфео
„El Sueño de Morfeo“ (в превод: Сънят на Морфей) е поп-рок група от испанската област Астурия.

## История
Групата се сформира през 2002 г. под името „Xemá“. Първият им албум („Del interior“) излиза същата година, но не добива желания успех. След като към групата се присъединява Хуан Суарес, тя е преименувана на „Ел суеньо де Морфео“, което е и името на втория им албум, издаден през 2005 г. Вземат участие в някои епизоди на сериала „Los Serrano“. Сингълът им „Nunca Volvera“ става успешен в Испания.
На първото си турне посещават над 100 различни места в Испания, като на техните концерти присъстват над един милион души. Вторият им албум става платинен. Следващият албум на групата е издаден на 17 април 2007 г. под името „Nos vemos en el Kamino“.
Вокалистката на групата Ракел дел Росарио се омъжва за пилота от Формула 1 Фернандо Алонсо през 2006 г., но пет години по-късно двойката се разделя.
На 1 март 2009 г. испанският вестник „La Nueva España“ съобщава, че групата работи по нов албум. Китаристът Дейвид Фейто потвърждава това.
Представят Испания на „Евровизия 2013“ в гр. Малмьо, класирайки се на предпоследно място във финала.